# Liste von Krankenhäusern im Kreis Wesel
Der Liste der Krankenhäuser und Kliniken im Kreis Wesel benennt bestehende und ehemalige Krankenhäuser und Kliniken. Der Kreis Wesel besteht aus neun Städten und vier Gemeinden.

## Liste
| Name                                | Stadt/Gemeinde | Gründungsjahr | Bemerkungen                                   | Bild |
| ----------------------------------- | -------------- | ------------- | --------------------------------------------- | ---- |
| Evangelisches Krankenhaus Dinslaken | Dinslaken      |               | [ 1 ]                                         |      |
| St. Vinzenz-Hospital                | Dinslaken      |               | [ 2 ]                                         |      |
| St. Bernhard-Hospital Kamp-Lintfort | Kamp-Lintfort  |               |                                               |      |
| Augenklinik Moers                   | Moers          |               | [ 3 ]                                         |      |
| St. Josef Krankenhaus Moers         | Moers          |               |                                               |      |
| Krankenhaus Bethanien Moers         | Moers          | 1852          | Träger: Stiftung Krankenhaus Bethanien Moers. |      |
| Haus Marien                         | Wesel          | 1866          |                                               |      |
| Marien-Hospital Wesel               | Wesel          | 1844          |                                               |      |
| Evangelisches Krankenhaus Wesel     | Wesel          | 1962          |                                               |      |
| St. Josef-Hospital                  | Xanten         |               | [ 4 ]                                         |      |